# ポップギア
ポップギア（原題:Pop Gear 米題:Go Go Mania）は、1964年製作のイギリスの音楽映画。日本公開は1965年10月2日。

## 概要
ビートルズ旋風真っ只中に制作された音楽ショー形式の劇場版映画。タイトルの「ポップ・ギア」はこの映画の司会を担当するジミー・サヴィルの有名なDJ番組の名から来てる。もちろん人気絶頂のビートルズも出演はしているものの完全に別撮りであった。他当時のアイドルや人気ロックグループも多く出演しており、当時は既に30代半ばだったマット・モンローも出演している。

## 出演アーティスト
- ザ・ビートルズ
- ザ・ハニーカムズ
- ジ・アニマルズ
- ピーター&ゴードン
- ビリー・J・クレイマーとダコタス
- ザ・スペンサー・デイビス・グループ
- スーザン・モーン
- ハーマンズ・ハーミッツ
- 他

## スタッフ
- 監督：フレデリック・グッド
- 製作：ハリー・フィールド
- 撮影：ジェフリー・アンスワース
- 振り付け：レオ・カーリビアン